# Holly Pond
Holly Pond är en stad i Alabama, USA. År 2000 var staden bebodd av 645 personer. 

## Kända personer från Holly Pond
- Guy Hunt, tidigare guvernör i Alabama